# Journée des frères et sœurs

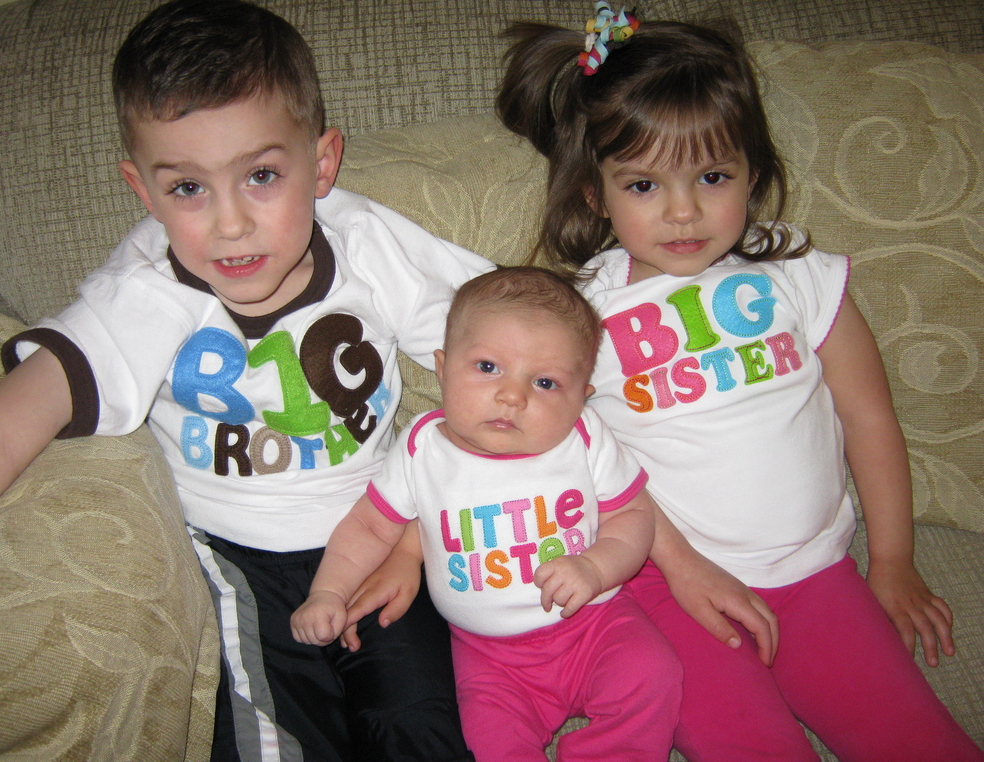
Trois frères et sœurs.

La Journée des frères et sœurs est une date commémorative où on honore et célèbre les frères et sœurs. Cette date existe déjà un peu partout dans le monde. Elle est reconnue de manière annuelle à quelques endroits des États-Unis et au Canada.
Aux États-Unis, la Journée des frères et sœurs (parfois appelée Journée nationale des frères et sœurs, Siblings day en anglais) est une fête américaine annuelle reconnue dans certains États des États-Unis qui a lieu le 10 avril, elle honore les relations entre frères et sœurs. Contrairement à la Fête des Mères et à la Fête des Pères, elle n'est pas reconnue par le gouvernement fédéral, bien que la Siblings Day Foundation travaille pour que cela change. Depuis 1998, les gouverneurs de 49 États ont officiellement publié des proclamations pour reconnaître la Journée des frères et sœurs dans leur État.
Depuis ses débuts, la journée est devenue internationale et s'étend jusqu'en Inde et Australie,. La fête hindoue de Raksha Bandhan, qui est la plus ancienne fête de cette catégorie, célèbre également le lien entre frères et sœurs.
Dans certains pays européens dont la France, la Journée des frères et sœurs se célèbre le 31 mai d'après l'initiative de la Confédération Européenne des Familles Nombreuses (ELFAC, dans l'acronyme en langue anglaise) .
La date du 10 avril a été choisie par la Siblings Day Foundation. Elle a été validée par la Chambre des représentants des États-Unis comme étant la date officielle de l'événement.

## Histoire
Aux États-Unis, la fête a été conçue à l'origine par Claudia Evart pour honorer la mémoire de son frère et de sa sœur, les deux étant décédés jeunes. L'organisation (Siblings Day Foundation) a été constituée en 1997 et a obtenu le statut d'organisation à but non lucratif en 1999. Carolyn Maloney, alors représentante du 14e district du Congrès de New York, a officiellement salué cette fête et l'a introduite dans le registre officiel du Congrès des États-Unis le 10 avril 1997, puis en 2001, 2005 et 2008.

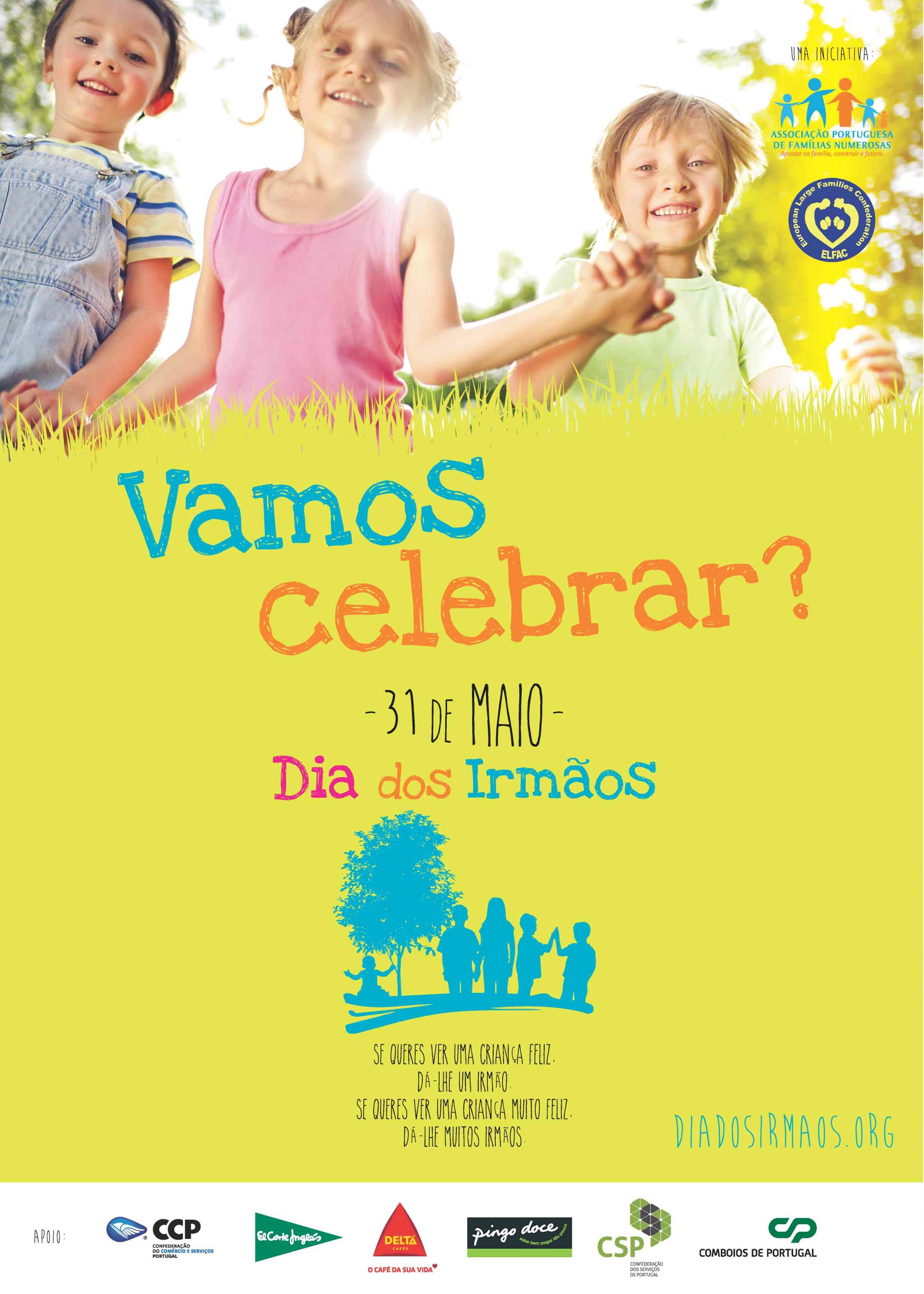
Affiche de la Journée des frères et sœurs publiée par l'Association Portugaise des Familles Nombreuses, en 2016.

En Europe, l'idée a été lancée en 2014 par la Confédération Européenne des Familles Nombreuses (ELFAC dont l'acronyme en langue anglaise) pour célébrer les liens et les relations entre les frères et sœurs. La fête du 31 mai s'est répandue de manière différente dans les pays où ELFAC est présente. Au Portugal, le Dia dos Irmãos est devenu très rapidement populaire et le Président l'a salué publiquement en 2016 et 2017.

## La fête
Aux États-Unis, environ 80 % des enfants ont des frères et sœurs. La fête est destinée à célébrer les relations entre frères et sœurs.
Des exemples de commémorations ayant lieu ce jour de fête incluent le fait d'offrir un cadeau (n'excluant pas le fait que ce soit un cadeau surprise), une carte cadeau à son frère ou à sa sœur ou encore de l'inviter au restaurant. D'autres exemples non matériels observables regroupent le fait de donner des câlins à son/ses frère(s) ou/et à sa/ses sœur(s), de passer du temps avec eux ou encore d'honorer leur présence dans notre vie,, et les honorer sur diverses plateformes de médias sociaux en postant des photos d'enfance.